# Axel Mauritz Stolpe
Axel Mauritz Stolpe, född 21 september 1854 i Sibbo, död 27 oktober 1892 i Stockholm, var en finländsk borgmästare.
Stolpe, som var son till köpman Gustaf Stolpe och Karolina Gustava Wikström., blev student vid Helsingfors privatlyceum 1873, avlade rättsexamen vid Helsingfors universitet 1880 och blev vicehäradshövding 1884. Han var borgmästare i Lovisa stad från 1885 till sin död. Han ingick 1884 äktenskap med Maria Simolin.